# Cantone di Louviers-Sud
Il Cantone di Louviers-Sud era una divisione amministrativa dell'arrondissement di Les Andelys.
A seguito della riforma approvata con decreto del 25 febbraio 2014, che ha avuto attuazione dopo le elezioni dipartimentali del 2015, è stato soppresso.

## Composizione
Comprendeva parte della città di Louviers e i comuni di
- Acquigny
- Amfreville-sur-Iton
- Crasville
- La Haye-le-Comte
- La Haye-Malherbe
- Hondouville
- Le Mesnil-Jourdain
- Pinterville
- Quatremare
- Surtauville
- Surville
- La Vacherie